# SMSS J215728.21-360215.1
 (août 2025).
Si vous disposez d'ouvrages ou d'articles de référence ou si vous connaissez des sites web de qualité traitant du thème abordé ici, merci de compléter l'article en donnant les références utiles à sa vérifiabilité et en les liant à la section « Notes et références ».
SMSS J215728.21–360215.1, plus couramment désigné J2157–3602 ou simplement J2157, est un quasar extrêmement lumineux et lointain, localisé dans la constellation australe du Poisson austral (Piscis Austrinus). Il a été découvert grâce aux données collectées par le télescope automatisé SkyMapper, installé à l’observatoire de Siding Spring en Australie, et opéré par l’Université nationale australienne. L’annonce de sa découverte a été rendue publique en juin 2018, puis détaillée dans une publication scientifique parue le 30 juin 2020 dans les Monthly Notices of the Royal Astronomical Society ²³.
Le décalage vers le rouge (ou redshift) de J2157, mesuré autour de z ≈ 4,692, indique qu’il se situe à une distance cosmologique comprise entre 3 801 ± 10 mégaparsecs (soit environ 12,4 milliards d’années-lumière) et 3 967 ± 10 mégaparsecs (∼12,9 milliards d’années-lumière) selon les modèles utilisés. Ce quasar nous apparaît tel qu’il était moins de 1,5 milliard d’années après le Big Bang, ce qui en fait un objet d’une extrême jeunesse à l’échelle cosmique, tout en étant déjà incroyablement massif et lumineux.

## Découverte
J2157 est un quasar d’un éclat exceptionnel, repéré pour la première fois en mai 2018 grâce au croisement des catalogues Gaia DR2, SkyMapper Southern Survey et WISE. Les données astrométriques de Gaia ont permis d’éliminer efficacement les étoiles de notre Galaxie, tandis que la photométrie optique et infrarouge de SkyMapper et WISE a mis en évidence des candidats à fort décalage vers le rouge et grande luminosité. Parmi ceux-ci, J2157 a été identifié avec une magnitude z ≈ 16,9 et un indice W4 de ≈ 7,42, au redshift initialement estimé à z ≃ 4,75. Sa luminosité absolue (M₁₄₅ ≈ −29,3, M₃₀₀ ≃ −30,1) en UV‑optique sans lentille le classait déjà parmi les quasars non-lentillés les plus brillants connus à cette époque.
La confirmation spectroscopique en infrarouge, réalisée en 2020 et publiée dans les Monthly Notices of the Royal Astronomical Society, a permis une estimation plus précise du redshift à z = 4,692 ± 0,005 et une mesure du profil de la raie Mg II conduisant à une estimation de la masse du trou noir supermassif associée d’environ (3,4 ± 0,6) × 10¹⁰ M☉. La luminosité bolométrique a été évaluée à ~1,6 × 10⁴⁸ erg/s, avec un rapport d’Eddington d’environ 0,4, ce qui signifie que son éclat extrême provient davantage de sa masse gigantesque que d’un taux d’accrétion proche de la limite théorique.
J2157‑3602 demeure un objet clé pour la cosmologie observationnelle, car la présence d’un trou noir de plusieurs dizaines de milliards de masses solaires dès l’ère z ≃ 4,7 (soit ≃ 1,3 Gyr après le Big Bang) met au défi les modèles standards de formation des trous noirs. Atteindre une telle masse en moins d’un milliard d’années nécessite soit des graines initiales exceptionnellement lourdes, soit des phases d’accrétion presque super‑Eddington, ce qui complexifie significativement les scénarios classiques. En dépit des vérifications astrométriques (absence de multiples images dans Gaia, pas de détection radio dans NVSS ou SUMSS) réduisant la probabilité d’un effet de lentille gravitationnelle fort, de faibles amplifications à petite échelle ne peuvent être totalement exclues, laissant place à une incertitude quantitative dans ses propriétés intrinsèques.

## Luminosité
J2157–3602 est considéré comme le quasar intrinsèquement le plus lumineux jamais découvert (à la date de juillet 2022), avec une magnitude absolue atteignant –32,36, sans amplification par lentille gravitationnelle. Cette valeur en fait, à ce jour, l’objet extragalactique non amplifié le plus brillant jamais identifié dans l’univers observable. Sa luminosité surpasse celle du célèbre quasar APM 08279+5255, dont la magnitude absolue mesurée était de –32,2 — mais fortement influencée par un effet de lentille gravitationnelle, qui en réalité abaisse sa vraie luminosité intrinsèque à environ –30,5.
Contrairement à ce cas fréquent dans les quasars très lumineux, aucun indice sérieux de lentille gravitationnelle n’a été détecté autour de J2157. Ni des duplications d’image, ni des anomalies spectrales, ni un excès radio n’ont été observés, ce qui renforce l’hypothèse que sa brillance exceptionnelle est entièrement due à sa propre émission, et non à un grossissement optique cosmologique.
En lumière infrarouge, sa brillance est tout aussi spectaculaire, atteignant une magnitude absolue de –35,20 ± 0,50, ce qui en fait également le quasar le plus lumineux dans l’infrarouge, toutes catégories confondues. Cette valeur est estimée sur la base des données croisées de WISE, SkyMapper et 2MASS, et tient compte de l’émission thermique du disque d’accrétion entourant le trou noir central.
En termes d'énergie émise, sa luminosité bolométrique est estimée à environ 7 × 10¹⁴ fois celle du Soleil (soit environ L ≈ 2,7 × 10⁴⁸ erg/s), ce qui représente une valeur exceptionnelle, très proche des limites théoriques de brillance qu’un quasar peut atteindre sans entrer en conflit avec les lois de la physique des disques d’accrétion. Ce chiffre provient d’analyses bayésiennes menées à partir de modèles de disque mince et de la raie Mg II, dans une étude approfondie publiée en 2023 (Yu et al., arXiv:2302.10397).
Le taux d’accrétion du quasar, c’est-à-dire la vitesse à laquelle la matière tombe dans le trou noir, reste modéré, avec un taux d’Eddington estimé à 0,3 – 0,4. Cela signifie que le rayonnement de J2157 n’est pas dû à une accrétion extrême ou instable, mais bien au fait qu’il contient un trou noir d’une masse colossale, estimée à environ 34 milliards de masses solaires. C’est donc l’ampleur de cet objet central qui rend possible une telle luminosité sans violer la limite d’Eddington.
Enfin, J2157 surpasse également un autre concurrent discret mais sérieux : SDSS J000009.38+135618.4, qui détenait auparavant le record de luminosité pour un quasar non amplifié, avec une magnitude absolue infrarouge de –31,69 ± 0,51. Ce dernier est désormais relégué au second rang par la domination écrasante de J2157, aussi bien en UV, en optique qu’en infrarouge

## Trou noir
Une spectroscopie proche infrarouge de la raie d'émission Mg II de SMSS J2157-3602 a révélé que son trou noir supermassif a une masse de ~34 ± 0,6 milliards de masses solaires. Un trou noir supermassif de 34 milliards de masses solaires donne un rayon de Schwarzschild de 671 UA et un diamètre de 1342 UA. La présence d'un tel trou noir va dans le sens avec les observations, en effet les trous noirs situés à des décalages vers le rouge de z ~4 semblent systématiquement avoir un trou noir supermassif d'une masse tournant autour de ~10 milliards de masses solaires³.